# Antonina (género)
Antonina Vved. é um género botânico pertencente à família Lamiaceae, subfamília Nepetoideae, tribo Mentheae.

## Sinonímia
- Clinopodium L.

## Espécies
- Antonina debilis